# Planctomicrobium
Planctomicrobium é um gênero aeróbio de bactérias da família Planctomycetaceae com uma espécie conhecida (Planctomicrobium piriforme). Planctomicrobium piriforme foi isolado de terras úmidas litorâneas da Ilha Valaam, na Rússia.